# Basören
Basören är en ö i Finland. Den ligger i Finska viken och i kommunen Borgå i den ekonomiska regionen  Borgå i landskapet Nyland, i den södra delen av landet. Ön ligger omkring 25 kilometer öster om Helsingfors.
Öns area är 5,9 hektar och dess största längd är 360 meter i sydväst-nordöstlig riktning.